# Chlorodontopera chalybeata
Chlorodontopera chalybeata là một loài bướm đêm trong họ Geometridae.